# Ilyocryptidae
Ilyocryptidae is een familie van kreeftachtigen uit de klasse van de Branchiopoda (blad- of kieuwpootkreeftjes).

## Geslacht
- Ilyocryptus G.O. Sars, 1861